# Thompson Road Park
Der Thompson Road Park ist eine 37,9 Hektar städtische Grünanlage in Clarence, Erie County im US-Bundesstaat New York. Er befindet sich an der Thompson Road, etwa 150 Meter nördlich des Clarence Senior Center. Der Erholungsraum besitzt unter anderem ein Baseballfeld.